# Julià Carbonell i Giménez
Julià Carbonell i Giménez (Segrià, 11 de febrer de 1887 - Segrià, 2 d'octubre de 1972) fou un professor, pianista i director de corals lleidatà. Va començar la seva formació musical amb Ramon Aguilar i Saureu a la Casa de Misericòrdia de la Diputació de Lleida. La seva família no li va donar suport per realitzar estudis musicals, és per això que va començar estudis en Magisteri. Així i tot, posseïa el títol de piano cursat al Conservatori del Liceu de Barcelona.

## Trajectòria
Segons els primers coneixements de Julià Carbonell i Giménez com a músic, sabem que comença la seva trajectòria com a organista el desembre de 1912 a l'Acadèmia Mariana de Lleida, juntament amb Eusebi Niubó Casanelles. També, va ser nomenat vicepresident de l'Acadèmia d'Arts i Oficis, una secció de l'Acadèmia Mariana. Aquesta acadèmia es dedicava a la formació i perfeccionament teòric i pràctic, en les seves respectives especialitats artístiques, dels membres de la congregació. L'activitat de Julià Carbonell durant aquestes formacions va ser l'any 1913 i es basava en la realització de conferències-concerts, com són l'exemple; "Roma i els primers cants eclesiàstics" i "Comentaris sobre el Motu Propio de S.S. Pius X en relació amb la música sagrada". Unes xerrades amb l'acompanyament vocal i musical de Joaquim Ruiz i Eusebi Niubó, respectivament.
L'agost de 1913, va ser nomenat professor provisional de música de l'Escola Normal Masculina de Lleida. El 1914 es va convertir en professor titular d'aquesta. Va continuar amb la seva carrera com a docent fins a la seva jubilació, exceptuant els anys de la Guerra Civil, on l'activitat educativa es va veure interrompuda.
Però la principal tasca educativa del pianista va ser el seu imprescindible paper en la inauguració del Conservatori de Lleida, sobretot en les seves primeres dècades d'activitat. El 1913, juntament amb Elena Pàmies, també membre del professorat de l'Escola Normal de Lleida, van començar a gestar la idea de crear una escola de música que encaminés l'ensenyament musical a una carrera oficial i professional, donant lloc al Conservatori.
Com a director artístic, el 1915 va dirigir l'Orfeó Lleida Nova. Aquest orfeó representava la vessant més actiu del nacionalisme català, fent nombrosos concerts i audicions durant celebracions i diades patriòtiques. A més, s'impartien classes de solfeig. El mateix any, també va començar a dirigir la Societat Coral la Paloma.
L'any 1915, també amb Elena Pàimes, va crear l'Escola Municipal de Música de Lleida gràcies al suport de l'ajuntament i la corporació de la ciutat. Ells dos formaven part del claustre, juntament amb Irene Cuartero, Santiago Pinyol i Josep Vila, ampliat amb Manel Calpe, Jaume Calderó i mossèn Josep Mª Llorens Ventura (professors d'instrument), anys més tard.
Els primers anys d'existència de l'Escola de Música de Carbonell van ser crítics, donat del context històric que viva Espanya en el moment amb la dictadura de Primo de Rivera. Julià Carbonell no va poder ser director de l'escola fins a l'any 1924.
Després de la Guerra Civil, el 1945, Carbonell va aconseguir el reconeixement oficial de la seva Escola de Música afiliant-la al Conservatori del Liceu de Barcelona.
Els seus darrers anys d'activitat estan dedicats a; la lluita per les millores de les condicions dels músics; en el reconeixement dels músics lleidatans; el suport a la Filharmònica de Lleida; i el patrocini  dels Premis Julià Carbonell de composició de música de sardanes durant els anys 1966, 1967 i 1968.

## Vida Personal
El 22 de setembre de 1936 va ser detingut i condemnat a mort pel Comitè Executiu Popular a inicis de la Guerra Civil donada la seva condició de terratinent i catòlic. La pena de mort no es va dur a terme mai, però Carbonell va passar tres anys a diverses presons; el Centre Penitenciari de Ponent, la Model de Barcelona i el Castell de Sant Ferran de Figueres.
Els anys de postguerra van ser difícils, sobretot a causa de la presa de Lleida per les tropes nacionals el març de 1938. En aquests moments va ser readmès com a funcionari de l'Ajuntament de Lleida, treballant al Departament de Foment per poder recuperar el seu paper a l'Escola Municipal i poder continuar amb l'activitat musical d'aquesta.
Era un aficionat a tota manifestació artística. Va estar implicat en nombroses entitats culturals, ja que, a més de músic, era un aficionat de la fotografia i el cinema.
El seu important paper en la restauració i creació d'escoles dedicades a la formació musical i en la millora de condicions dels músics, va inspirar la creació de la Fundació Privada Julià Carbonell. En aquesta, es rendeix homenatge al musicòleg amb la promoció de música simfònica i de cambra, la fomentació d'estudis musicològics i l'accés sense excepcions a l'Orquestra Simfònica Julià Carbonell de les Terres de Lleida.